# Векслер, Абрам Соломонович
Абра́м Соломо́нович (Шлёмович) Ве́кслер (22 января 1905, Горки, Могилёвская губерния, Российская империя — 1974, Ленинград, РСФСР, СССР) — советский художник. Работал художником-постановщиком в кино.

## Биография
Младший брат художника М. С. Векслера (1898—1974). Вырос в Витебске.
В 1919 году добровольно вступил в РККА, в 1919—1921 годах воевал на Туркестанском фронте.
В 1921—1922 годах учился в Высших государственных художественно-технических мастерских. Учителями Векслера в Витебске были Юдель Пэн и Казимир Малевич. Член УНОВИСа.
В 1922—1925 годах проходил обучение в петроградском (затем — ленинградском) ВХУТЕМАСе.
С 1930-х годов работал в кино художником-постановщиком. В 1951 году получил премию Каннского кинофестиваля за декорации к фильму «Мусоргский» (совместно с Н. Г. Суворовым).

## Семья
Сын — кинооператор Юрий Абрамович Векслер. Дочь — театральный гримёр Лиана Аркадьевна (Абрамовна) Раппопорт.

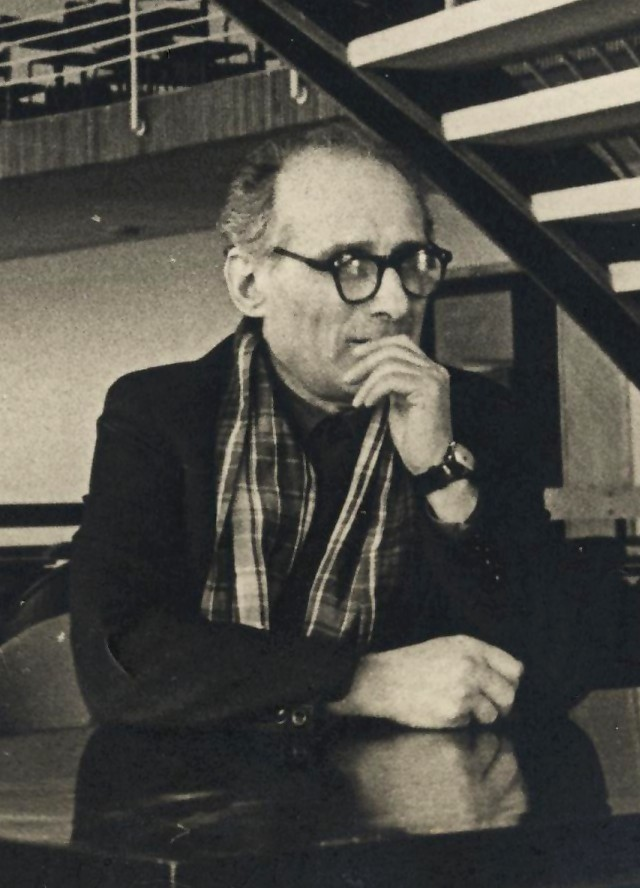
Абрам Векслер в последние годы жизни

## Фильмография
- 1931 — Человек за бортом
- 1932 — Товарный № 717
- 1933 — Солдатский сын
- 1934 — На Луну с пересадкой
- 1936 — Федька
- 1938 — Великий гражданин
- 1939 — Четвёртый перископ
- 1941 — Антон Иванович сердится
- 1943 — Во имя Родины («Русские люди»)
- 1944 — Морской батальон
- 1947 — Новый дом
- 1949 — Академик Иван Павлов
- 1950 — Мусоргский
- 1952 — Римский-Корсаков
- 1953 — Алеко (совм. с В. Волиным)
- 1954 — Укротительница тигров
- 1956 — Таланты и поклонники
- 1956 — Медовый месяц
- 1958 — Мистер Икс (совм. с Е. Енеем)
- 1958 — Ночной гость
- 1959 — Не имей 100 рублей…
- 1960 — Балетные миниатюры
- 1961 — Поднятая целина (3-я серия)
- 1962 — Дикая собака динго
- 1963 — Каин XVIII («Два друга»)
- 1964 — Возвращённая музыка

## Награды
- Медаль «За оборону Ленинграда»[5].